# Mario Kart 8
Mario Kart 8 (マリオカート8?, Mario Kāto 8) è un videogioco simulatore di guida del 2014, sviluppato e pubblicato da Nintendo in esclusiva per Wii U. 

Logo alternativo di Mario Kart 8

Ottavo titolo della serie, è il primo completamente giocabile in alta definizione. Nel titolo fanno ritorno le moto di Mario Kart Wii, assenti in Mario Kart 7, e come nel precedente titolo si può andare sott'acqua, volare e raccogliere fino a 10 monete come nel capitolo per Nintendo 3DS, ma la novità più grande riguarda l'antigravità: in alcune piste si può correre sottosopra sui muri, sfidando la gravità. Nel mese di maggio 2014 Nintendo ha inoltre annunciato delle app e applicazioni mobili dedicate al gioco. 
Un remake del gioco, intitolato Mario Kart 8 Deluxe, è stato pubblicato ad aprile 2017 per la Nintendo Switch, rendendo Mario Kart 8 l'unico ad avere un remake. Il gioco include le stesse caratteristiche presenti nella versione Wii U, ma presenta delle novità come alcuni nuovi personaggi, il Pass Percorsi Aggiuntivi, nuovi tipi di battaglia e tanto altro. 
Acclamato universalmente da critica e pubblico, è il videogioco più venduto della Wii U con 8,46 milioni di copie vendute e, se si sommano le vendite del titolo originale con le vendite del remake (68,2 milioni di copie vendute), è il quarto videogame più venduto della storia, dietro a Minecraft, GTA 5 e Wii Sports. 

## Modalità di gioco

Baby Luigi su un kart GLA nel circuito Valle di Yoshi. Mercedes ha acquistato i diritti di Mario Kart 8 come sponsor ed è per questo che hanno aggiunto dei kart della stessa marca tedesca.

Continuando con il tradizionale gameplay della saga, lo scopo del gioco consiste in una corsa automobilistica con go-kart guidati da vari personaggi del mondo di Super Mario che corrono gli uni contro gli altri tentando di ostacolarsi a vicenda o di incrementare le proprie performance di guida tramite appositi oggetti che si trovano all'interno dei "blocchi oggetto" posti lungo il percorso. Dai precedenti titoli ritornano le moto di Mario Kart Wii così come il deltaplano, la possibilità di correre sott'acqua e quella di raccogliere monete di Mario Kart 7.
Una nuova caratteristica di Mario Kart 8 è quella dell'antigravità, attivabile passando sopra ad una striscia blu con dei cerchi bianchi che attraversa la strada e grazie alla quale è possibile correre sulle pareti e sui soffitti: alcune parti dei circuiti, infatti, possiedono apposite zone dove poter gareggiare con questo nuovo sistema e, quando si scontra il veicolo di un avversario, si scatena un turbo extra che consente un aumento momentaneo di velocità.
Le novità riguardo ai personaggi sono, invece, rappresentate dalla banda dei Bowserotti (7 in totale), da Baby Rosalinda e da Peach Oro Rosa. I nuovi oggetti introdotti sono il Fiore Boomerang, che può essere lanciato per tre volte contro i nemici, la Pianta Piranha, che per un breve periodo ingurgiterà ogni ostacolo o personaggio di fronte a chi la usa, dando anche un piccolo bonus di velocità. L'Otto Matto, che include otto potenziamenti in uno, e il Super Clacson, capace di disintegrare qualsiasi oggetto lanciato dagli avversari, compreso il Guscio Blu.
Insieme alla modalità multigiocatore locale, vi è anche la modalità multigiocatore online, per un massimo di dodici partecipanti, con la possibilità di gareggiare sia a livello regionale che a livello mondiale. Si può giocare o con un proprio gruppo di amici, anche tramite il supporto della chat vocale per intervenire al di fuori delle gare, oppure insieme a giocatori sconosciuti.
I giocatori hanno piena libertà di decidere le regole delle corse come i tipi di oggetti consentiti, il numero di giri per circuito così come possono personalizzare i propri veicoli, caricare dati fantasma e collezionare timbri da usare con Miiverse dopo avere battuto i migliori record dello staff. L'introduzione della funzionalità Mario Kart TV consente di rivedere i replay delle corse di altri giocatori, incluso il rewind e il rallentatore, insieme alla possibilità di caricare le proprie competizioni migliori direttamente su YouTube. Alcune delle Clip dei personaggi vengono riutilizzate in Mario Kart Tour.

## Sviluppo
Inizialmente confermato per gennaio 2013 dal Nintendo Direct, il gioco fu in seguito svelato durante l'E3 del medesimo anno. Alcuni membri di Bandai Namco hanno aiutato lo sviluppo del gioco, nonostante Mario Kart 8 sia stato sviluppato da Nintendo. Lo sviluppo venne accelerato nel gennaio 2014, momento in cui Nintendo annunciò l'arrivo del gioco per maggio dello stesso anno.

## Accoglienza
| Testata                          | Versione | Giudizio |
| -------------------------------- | -------- | -------- |
| Metacritic (media al 15-05-2020) | Wii U    | 88/100   |
| Multiplayer.it                   | Wii U    | 9.6/10   |
| IGN                              | Wii U    | 9.5/10   |
| Game Informer                    | Wii U    | 9.25/10  |
| Eurogamer                        | Wii U    | 9/10     |
| Joystiq                          | Wii U    | 4,5/5    |

Mario Kart 8 ha ricevuto consensi largamente positivi da parte della critica, tanto da essere considerato tra i migliori giochi per Wii U.
Mario Kart 8, oltre che di critica, è un successo anche di pubblico, arrivando nel giro di quattro giorni a vendere più di 1.2 milioni di copie, diventando così il gioco per Wii U maggiormente venduto nel minor tempo possibile. Gli ultimi dati di vendita forniti da Nintendo per Wii U, al 30 settembre 2020, incoronano Mario Kart 8 come gioco più venduto per la console con oltre 8,45 milioni di copie distribuite. Nell'aprile 2021 Nintendo dichiara che le vendite combinate del titolo su Wii U e Nintendo Switch, abbiano superato quota 33 milioni.

## Mario Kart 8 Deluxe
Una versione migliorata per Nintendo Switch, intitolata Mario Kart 8 Deluxe, è stata pubblicata in tutto il mondo il 28 aprile 2017. Questa versione include tutti i contenuti DLC precedentemente distribuiti, alcune modifiche al gameplay e risoluzione nativa a 1080p con 60 fotogrammi al secondo. Alcune funzioni di Deluxe sono state rielaborate o riesumate dai precedenti giochi di Mario Kart: la modalità Battaglia ha otto nuove arene e diverse modalità di gioco; e i giocatori possono trasportare due oggetti contemporaneamente. Sei altri personaggi giocabili sono stati aggiunti al roster, tra cui Bowser Jr., Tartosso, Re Boo, gli Inkling di Splatoon e un costume di Mario Dorato sbloccabile per Mario Metallo. Deluxe include nuove tute da gara per i personaggi Mii sbloccati tramite amiibo e ulteriori parti dei kart per la personalizzazione. Il capo dello sviluppo software di Nintendo, Shinya Takahashi, nel luglio 2018 confermò che Mario Kart 8 Deluxe avrebbe ricevuto ulteriori aggiornamenti, con il primo, un nuovo veicolo e un costume alternativo per Link basato su quelli presenti in The Legend of Zelda: Breath of the Wild, pubblicato lo stesso mese. Un ulteriore aggiornamento ha aggiunto il supporto per la periferiche Nintendo Labo, come controller compatibile.

### Accoglienza
Mario Kart 8 Deluxe è stato acclamato dalla critica, che ha evidenziato la rinnovata modalità di battaglia come un gradito miglioramento rispetto alla versione Wii U, e possiede un punteggio di 92/100 su Metacritic. Al mese di settembre 2020, Mario Kart 8 Deluxe è il gioco più venduto per Nintendo Switch con quasi 29 milioni di copie distribuite. Durante maggio 2021 si conferma gioco di corse più venduto su console Nintendo, con oltre 34 milioni di copie, che salgono a 37,08 milioni a fine giugno 2021. Al 30 giugno 2022 le copie vendute sono 46,82 milioni salite a 52 milioni a fine anno.

### Pass percorsi aggiuntivi
Il 9 febbraio 2022 è stato annunciato tramite Nintendo Direct il DLC Pass percorsi aggiuntivi, un’espansione di Mario Kart 8 Deluxe che comprende 48 percorsi rimasterizzati dalle serie precedenti distribuiti tra il 18 Marzo 2022 e il 9 Novembre 2023.
Questi percorsi sono divisi in 6 pacchetti da 8 percorsi ciascuno: ogni pacchetto comprende 2 o 3 percorsi ambientati in città di Mario Kart Tour, 1 originale di quest’ultimo e i restanti rimasterizzati dai giochi di tutta la  serie di Mario Kart.
Dal pacchetto 4 vengono introdotti 8 nuovi personaggi giocabili.
L'intero contenuto scaricabile è disponibile nel Nintendo eShop.